# 丘北金線魮
丘北金線魮（学名：Sinocyclocheilus qiubeiensis）为輻鰭魚綱鯉形目鲤科的一種，分布於亞洲中國云南省文山壮族苗族自治州，本魚背鰭軟條10枚；臀鰭軟條8枚，體長可達12.1公分，棲息在地下河。

## 扩展阅读
維基物種上的相關：丘北金線魮